# FDGB-Pokal 1965/66
Der 15. Wettbewerb um den Fußball-FDGB-Pokal fand in der Saison 1965/66 statt.
Der Pokalwettbewerb 1965/66 begann diesmal mit der 1. Hauptrunde, die am 8. August 1965 startete und nach territorialen Gesichtspunkten gelost wurde. An dieser nahmen aus der Saison 1964/65 die 15 Bezirkspokalsieger, 30 Mannschaften aus der DDR-Liga (ohne Staffelsieger) und die beiden Letzten der DDR-Oberliga teil.
Vor der 2. Hauptrunde, in der die 14 Oberliga-Mannschaften in das Pokalgeschehen eingriffen, wurde erstmals eine Ausscheidungsrunde durchgeführt, für die aus den Siegern der 1. Hauptrunde zwölf Mannschaften gelost wurden.
Mit dem SC Chemie Halle und SC Turbine Erfurt schieden bereits die ersten Oberligisten in der 2. Hauptrunde aus. Das Achtelfinale erreichte neben den zweitklassigen DDR-Ligisten Motor Steinach, Dynamo Schwerin, Vorwärts Cottbus auch der drittklassige Bezirksligist Motor Rudisleben-Ichtershausen, doch keine der unterklassigen Mannschaften erreichte das Viertelfinale. Dort schied Pokalverteidiger 1. FC Magdeburg nach einer 0:1-Heimniederlage gegen Hansa Rostock aus. Der zweite Finalist FC Carl Zeiss Jena hatte schon das Achtelfinale nicht überstanden. Im Halbfinale schied mit Hansa Rostock der letzte im Wettbewerb verbliebene Fußballklub aus, sodass es zu einem reinen Betriebssportgemeinschafts-Finale mit Chemie Leipzig und Lokomotive Stendal kam.

## 1. Hauptrunde
Die Spiele fanden am 8. August 1965 statt.
|                                    | Ergebnis  |                                  |
| ---------------------------------- | --------- | -------------------------------- |
| BSG Einheit Güstrow *              | 0:4       | SG Dynamo Schwerin               |
| SG Motor/Vorwärts Oschersleben *   | 2:1       | BSG Motor Dessau                 |
| ASG Vorwärts Potsdam *             | 1:3       | SC Potsdam                       |
| BSG Motor Wolgast *                | 5:2       | TSG Wismar                       |
| BSG Traktor Ducherow *             | 2:3       | SC Neubrandenburg                |
| SG Lichtenberg 47 *                | 2:2 n. V. | TSC Berlin                       |
| TSG Fürstenwalde *                 | 1:5       | BSG Stahl Eisenhüttenstadt       |
| BSG Aktivist Welzow *              | 0:3       | SC Cottbus                       |
| BSG Lokomotive Dresden *           | 1:5       | BSG Stahl Riesa                  |
| BSG Motor Brand-Langenau *         | 2:1       | BSG Aktivist „Karl Marx“ Zwickau |
| BSG Motor Schkeuditz *             | 0:3       | ASG Vorwärts Leipzig             |
| BSG Stahl WW Hettstedt *           | 2:2 n. V. | SG Dynamo MK Eisleben            |
| SC Turbine Erfurt II *             | 0:2       | BSG Motor Eisenach               |
| BSG Chemie Schwarza *              | 1:4       | BSG Wismut Gera                  |
| BSG Kali Werra Tiefenort *         | 3:3 n. V. | BSG Motor Steinach               |
| ASG Vorwärts Rostock-Gehlsdorf     | 3:0       | SC Einheit Dresden               |
| ASG Vorwärts Neubrandenburg        | 6:0       | BSG Chemie Zeitz                 |
| BSG Empor Neustrelitz              | 2:1       | BSG Einheit Greifswald           |
| BSG Turbine Magdeburg              | 0:3       | SG Dynamo Hohenschönhausen       |
| BSG Aktivist Brieske-Ost           | 1:4       | BSG Motor Bautzen                |
| BSG Chemie Riesa                   | 2:3       | ASG Vorwärts Cottbus             |
| BSG Motor West Karl-Marx-Stadt     | 2:1       | BSG Motor WEMA Plauen            |
| BSG Motor Rudisleben-Ichtershausen | 5:2       | BSG Motor Weimar                 |

Durch ein Freilos zog die BSG Fortschritt Weißenfels direkt in die Ausscheidungsrunde ein.

### Wiederholungsspiele
Die Spiele fanden am 18. August 1965 statt.
|                    | Ergebnis |                            |
| ------------------ | -------- | -------------------------- |
| TSC Berlin         | 3:1      | SG Lichtenberg 47 *        |
| SG Dynamo Eisleben | 5:3      | BSG Stahl WW Hettstedt *   |
| BSG Motor Steinach | 2:0      | BSG Kali Werra Tiefenort * |

## Ausscheidungsrunde
Die Spiele fanden am 10. Oktober 1965 statt.
|                                  | Ergebnis  |                             |
| -------------------------------- | --------- | --------------------------- |
| BSG Motor Eisenach               | 2:0       | SG Dynamo Eisleben          |
| BSG Fortschritt Weißenfels       | 0:1       | BSG Motor Steinach          |
| ASG Vorwärts Rostock-Gehlsdorf   | 0:0 n. V. | ASG Vorwärts Neubrandenburg |
| BSG Wismut Gera                  | 3:0       | SC Potsdam                  |
| BSG Stahl Riesa                  | 3:1       | SG Dynamo Hohenschönhausen  |
| SG Motor/Vorwärts Oschersleben * | 2:3       | SC Neubrandenburg           |

Durch ein Freilos zogen Dynamo Schwerin, Motor Wolgast, TSC Berlin, Stahl Eisenhüttenstadt, SC Cottbus, Motor Brand-Langenau, Vorwärts Leipzig, Empor Neustrelitz, Motor Bautzen, Vorwärts Cottbus, Motor West Karl-Marx-Stadt und Motor Rudisleben-Ichtershausen direkt in die 2. Hauptrunde ein.

### Wiederholungsspiel
Das Spiel fand am 13. Oktober 1965 statt.
|                             | Ergebnis |                                |
| --------------------------- | -------- | ------------------------------ |
| ASG Vorwärts Neubrandenburg | 0:2      | ASG Vorwärts Rostock-Gehlsdorf |

## 2. Hauptrunde
Die Spiele fanden am 19. Dezember 1965 statt.
|                                | Ergebnis  |                                    |
| ------------------------------ | --------- | ---------------------------------- |
| BSG Stahl Riesa                | 0:2       | SC Leipzig                         |
| BSG Motor Steinach             | 2:0       | SC Turbine Erfurt                  |
| ASG Vorwärts Rostock-Gehlsdorf | 0:2       | SC Dynamo Berlin                   |
| SC Neubrandenburg              | 0:1       | BSG Chemie Leipzig                 |
| ASG Vorwärts Cottbus           | 2:0       | SC Chemie Halle                    |
| BSG Stahl Eisenhüttenstadt     | 0:1       | SC Empor Rostock                   |
| BSG Motor West Karl-Marx-Stadt | 0:1       | SG Dynamo Dresden                  |
| BSG Motor Eisenach             | 0:6       | BSG Motor Zwickau                  |
| BSG Motor Wolgast *            | 1:2       | BSG Wismut Aue                     |
| BSG Motor Brand-Langenau *     | 0:4       | BSG Lokomotive Stendal             |
| SG Dynamo Schwerin             | 2:0       | BSG Motor Bautzen                  |
| ASG Vorwärts Leipzig           | 1:2       | ASK Vorwärts Berlin                |
| SC Cottbus                     | 0:2       | SC Motor Jena                      |
| TSC Berlin                     | 0:0 n. V. | SC Magdeburg                       |
| BSG Wismut Gera                | 0:2       | SC Karl-Marx-Stadt                 |
| BSG Empor Neustrelitz          | 0:2 n. V. | BSG Motor Rudisleben-Ichtershausen |

### Wiederholungsspiel
Das Spiel fand am 9. Januar 1966 statt.
|                         | Ergebnis  |            |
| ----------------------- | --------- | ---------- |
| 1. FC Magdeburg (1) (2) | 0:0 n. V. | TSC Berlin |

## Achtelfinale
Die Spiele fanden am 16. Februar 1966 statt.
|                                    | Ergebnis  |                              |
| ---------------------------------- | --------- | ---------------------------- |
| ASG Vorwärts Cottbus               | 0:2 n. V. | BSG Chemie Leipzig           |
| BSG Motor Rudisleben-Ichtershausen | 0:4       | FC Karl-Marx-Stadt (3)       |
| BSG Motor Zwickau                  | 3:0       | BSG Motor Steinach           |
| 1. FC Magdeburg                    | 2:1       | 1. FC Lokomotive Leipzig (4) |
| FC Vorwärts Berlin (5)             | 0:1       | BSG Wismut Aue               |
| BSG Lokomotive Stendal             | 1:0       | FC Carl Zeiss Jena (6)       |
| F.C. Hansa Rostock (7)             | 1:0       | SG Dynamo Schwerin           |
| SG Dynamo Dresden                  | 3:5 n. V. | BFC Dynamo (8)               |

## Viertelfinale
Die Spiele fanden am 2. und 23. März 1966 statt.
|                        | Ergebnis |                    |
| ---------------------- | -------- | ------------------ |
| BSG Wismut Aue         | 2:3      | BSG Chemie Leipzig |
| FC Karl-Marx-Stadt     | 0:3      | BSG Motor Zwickau  |
| BSG Lokomotive Stendal | 2:1      | BFC Dynamo         |
| 1. FC Magdeburg        | 0:1      | F.C. Hansa Rostock |

## Halbfinale
Die Spiele fanden am 30. März 1966 statt.
|                        | Ergebnis |                    |
| ---------------------- | -------- | ------------------ |
| BSG Chemie Leipzig     | 2:0      | BSG Motor Zwickau  |
| BSG Lokomotive Stendal | 1:0      | F.C. Hansa Rostock |

## Finale

### Statistik
| Paarung                   | BSG Chemie Leipzig – BSG Lokomotive Stendal |
| Ergebnis                  | 1:0 (0:0) |
| Datum                     | Samstag, 30. April 1966 um 17.00 Uhr |
| Stadion                   | Stadion Müllerwiese, Bautzen |
| Zuschauer                 | 15.000 |
| Schiedsrichter            | Fritz Köpcke (Wusterhausen/Dosse) |
| Schiedsrichterassistenten | Helmut Bader (Bremen/Rhön), Dieter Zülow (Rostock) |
| Tore                      | 1:0 Matoul (74.) |
| BSG Chemie Leipzig        | Klaus Günther – Bernd Herzog, Manfred Walter , Heinz Herrmann – Wolfgang Krause, Horst Slaby – Wolfgang Behla, Hans-Bert Matoul, Dieter Scherbarth, Bernd Bauchspieß, Klaus Lisiewicz Cheftrainer: Alfred Kunze         |
| BSG Lokomotive Stendal    | Hans Zeppmeisel – Manfred Felke, Siegfried Nathow, Ernst Lindner , Günter Prebusch – Albrecht Strohmeyer, Kurt Liebrecht – Helmut Schmidt, Gerd Backhaus, Dieter Karow, Wolfgang Abraham Cheftrainer: Martin Schwendler |

### Spielverlauf
Entscheidung in der 74. Minute:
Aus der Leipziger Hälfte erreicht ein weiter Schlag den Rechtsaußen Behla. Dieser flankt hoch zu seinem Mittelstürmer Scherbarth, dessen verunglückter Kopfball fällt dem freistehenden Matoul vor die Füße, der den Ball mit dem Außenrist flach in die lange Ecke stößt.
Das 15. Endspiel um den FDGB-Pokal hatten zwei Mannschaften aus den unteren Tabellenregionen erreicht. In der noch nicht abgeschlossenen Oberliga-Saison standen am Endspieltag Chemie Leipzig auf dem 10., Lok Stendal auf dem 12. Tabellenplatz. Während die Leipziger im althergebrachten 3-2-5-System antraten, ließ der Stendaler Trainer Schwendler im modernen 4-2-4 spielen. Die Lok-Elf setzte auch die ersten Akzente des Spiels. Bereits nach vier Minuten hatte sie vier Ecken erzielt, die Mittelfeldspieler Liebrecht und Strohmeyer zeigten hohen kämpferischen Einsatz, gepaart mit taktischer Raffinesse. Während sich die Stendaler in Serie gute Torchancen erspielten, kam Chemie Leipzig aus der Abwehrarbeit nicht heraus, überhastete Spielzüge und Abspielfehler hemmten jeglichen Spielfluss. Am Ende der ersten Halbzeit hatte Lok Stendal ein Eckenverhältnis von 7:2 erreicht, doch haperte es bei ihnen mit der Chancenverwertung. In der zweiten Spielhälfte änderte sich das Geschehen. Endlich hatten die Leipziger ihren Spielrhythmus gefunden und rissen nun die Initiative an sich. Mit drangvollem Spiel setzten sie die Stendaler Abwehr unter Druck, innerhalb von 20 Minuten gab es drei Leipziger Großchancen, Torwart Zeppmeisel wurde zu Glanzparaden gezwungen. Die aufgrund von Verletzungen zunächst verhalten begonnenen Leipziger Spielmacher Bauchspieß und Lisiewicz starteten jetzt voll durch und verliehen ihrer Mannschaft die bisher vermisste Konstruktivität. Während es Lok Stendal in seiner Drangperiode nicht gelungen war, die Überlegenheit in Torerfolge umzumünzen, reichte den Leipzigern ein gekonnter Spielzug, um das Pokalendspiel für sich zu entscheiden.

Manfred Walter (Leipzig): „Wir kamen sehr schwer ins Spiel. Von unserer Überhast profitierten die Stendaler Mittelfeldspieler. In der zweiten Halbzeit waren wir dann weit konzentrierter.“

Gerd Backhaus (Stendal): „Ein Quäntchen Glück hat uns gefehlt, man könnte auch sagen, die nötige Abgeklärtheit, um das verdiente Tor zu erzielen.“ (Deutsches Sportecho 2. Mai 1966)